# Албрехт I (Анхалт)
Вижте пояснителната страница за други личности с името Албрехт I.
Албрехт I (на немски: Albrecht I, Fürst von Anhalt-Zerbst, † 1316) от род Аскани е княз на Княжество Анхалт-Цербст от 1298 до 1316 г.
Той е големият син на княз Зигфрид I (1230–1298) и Катарина от Швеция (1245-1289), дъщеря на регент Биргер Ярл (1210–1266). Майка му е сестра на шведския крал Валдемар (упр. 1250–1275).
Албрехт I наследява баща си, когато той става проповядващ монах през 1290 г. През 1295 година Албрехт I се нанася в замъка на Кьотен.
Заедно с абат Конрад фон Нинбург през 1293 година той премахва дотогава употребявания вендийски език в съдилищата на Анхалт. Той участва против Хайнрих I от Грубенхаген при обсадата на дворец Херлингсберг (1291). След убийството на крал Албрехт I († 1 май 1308), той е предложен от неговия зет, маркграф Валдемар от Бранденбург, безуспешно за немски крал. Албрехт I прави големи дарения на църкви и манастири. Той е женен два пъти и умира през 1316.
При неговата смърт децата му са още малолетни и маркграф Валдемар от Бранденбург поема опекунството над тях.

## Фамилия
Албрехт I се жени за Лиутгард от Холщайн († сл. 1289), дъщеря на граф Герхард I от Холщайн-Итцехое, вдовица на херцог Йохан I Брауншвайг-Люнебург. С нея той има децата:
- Зигфрид II († ok. 1307/1316), канон в Косвиг
- Хенри († пр. 2 март 1317), канон в Косвиг

Албрехт I се жени през 1300 г. втори път за Агнес († 1329), дъщеря на маркграф Конрад от Бранденбург-Стендал. С нея той има децата:
- Албрехт II (1306–1362), княз на Анхалт-Цербст
- Агнес († 1352), омъжена пр. 2 септември 1324 г. за Улрих II, граф на Линдау-Рупин (1315 – 1356)
- Валдемар I († 1368), княз на Анхалт-Цербст
- Юдит, омъжена пр. 1337 г. за Албрехт I, граф на Регенщайн
- Матилда († ок. 1342), омъжена през 1339 г. за Бернхард III, княз на Анхалт-Бернбург